# Jisatsu Circle
El Club del Suicidio (más conocida como Suicide Club o Suicide Circle; título original 自殺サークル Jisatsu Sākuru) es una película de drama/gore japonesa estrenada en el año 2001 escrita y dirigida por Sion Sono.

## Sinopsis
54 colegialas se suicidan conjuntamente lanzándose a las vías del tren tras un aparente pacto mortal. Este suceso, que deja atónitos a los investigadores, es solo el principio de lo que parece ser una serie de suicidios en cadena por todo Japón. El detective Kuroda y su equipo serán los encargados de llevar a cabo la investigación e intentarán encontrar una respuesta, pero averiguar el motivo de los suicidios masivos que se suceden en todo el país no será tarea fácil para los investigadores.

## Secuela
Noriko's Dinner Table (La Mesa de Cena de Noriko, en español; y Noriko no Shokutaku 紀子の食卓, su título original) es la secuela de Suicide Club.
Es también escrita y dirigida por Sion Sono; y a pesar de poseer un desarrollo muy distinto a su película antecesora, retoma varios de sus conceptos.
Cuenta la historia de la joven Noriko Shimabara, quien huye de casa rumbo a Tokio, a fin de conocer a una amiga cibernética, e indirectamente incita a su hermana menor, Yuka, a seguir sus pasos. El padre de ambas intentará recuperarlas pero descubrirá que tendrá que hacer más que solo encontrarlas.
Su trama se basa en 5 capítulos en primera persona, que muestran la situación desde lo personal de cada uno de los protagonistas y sus sentimientos.

## Libro
Sion Sono escribe el libro Suicide Club: The Complete Edition (自殺サークル　完全版 Jisatsu Saakuru: Kanzenban) en el cual narra los hechos de Noriko's Dinner Table y El Club del Suicidio en una única trama.

## Manga
Usamaru Furuya dibuja el manga Jisatsu Sākuru, con alguna relación con la película y se cree que a pedido de Sion Sono. Ha sido publicado en España por la editorial Milky Way Ediciones.
Este manga es mucho más sencillo y fácil de entender que la película, y cuenta con desarrollo de personajes más sólido.
Se trata de la primera escena de la película, pero hay un giro: de las 54 chicas suicidas, sobrevive una: Saya Kota. Su mejor amiga, Kyoko, ahora tiene que desvelar el secreto del Club de los Suicidas y salvar la caída más profunda de Saya en sí misma.
- Datos: Q1156769